# Streichtrio
Ein Streichtrio ist ein Kammermusik-Ensemble, bestehend aus drei Streichinstrumenten, typischerweise Violine, Viola und Violoncello. Kompositionen für diese Besetzung werden ebenfalls als Streichtrio bezeichnet. Bekannt sind zum Beispiel die Streichtrios von Haydn, Beethoven und Schubert.

## Werke für Violine, Viola und Violoncello
- Luigi Boccherini: 6 Tercetti F, c, A, D, E, F op. 14 G 95–100 (1772); 6 Tercetti f, G, E, D, C, E op. 34 G 101–106 (1781); 6 Tercettini A, G, B, E, D, F op. 47 G 107–112 (1793)
- Felice Giardini: 6 Trios op. 17, 6 Trios op. 20, 6 Trios op. 26, 2 Trios op. posth.
- Franz Joseph Haydn: Streichtrio B-Dur Hob. V:8 (1765)
- Václav Pichl: 6 Trios op. 7
- Wolfgang Amadeus Mozart: Präludien und Fugen, K. 404a (1782); Divertimento Es KV 563 (1788)
- Johann Georg Albrechtsberger: 6 Terzetti op. 9a (1789/1793)
- Ludwig van Beethoven: Streichtrio Nr. 1 Es op. 3 (1792); Serenade "Streichtrio Nr. 2" D op. 8 (1797); Streichtrio Nr. 3 G op. 9 Nr. 1 (1797/98); Streichtrio Nr. 4 D op. 9 Nr. 2 (1797/98); Streichtrio Nr. 5 c op. 9 Nr. 3 (1797/98)
- Johann Nepomuk Hummel: Trio für Violine/Viola, Viola und Violoncello Es (1799); Trio für Violine/Viola, Viola und Violoncello G (1801)
- Anton Reicha: Streichtrio F (vor 1809)
- Franz Alexander Pössinger: Trios concertantes op. 36 Nr. 1 & 2; Serenata in Trio concertante op. 10
- Franz Schubert: Streichtrios B D 111A (1814), D 471 (1816) und D 581 (1817)
- Heinrich von Herzogenberg: Streichtrio A op. 27 Nr. 1 (1879); Streichtrio F op. 27 Nr. 2 (1879)
- Richard Strauss: Variationen über "Das Dirndl is harb auf mi" TRV 109 (1882)
- Ferdinand Thieriot: 1. Streichtrio in D (1892); 2. Streichtrio in a (1893)
- Carl Reinecke: Streichtrio c op. 249 (1898)
- Ernst von Dohnányi: Serenade C op. 10 (1904)
- Leó Weiner: Streichtrio g op. 6 (1908)
- Robert Fuchs: Streichtrio A op. 94 (1912)
- Sergej Tanejew: Streichtrio D (1879/80); Streichtrio h (1913)
- Jefim Golyscheff: Zwölftondauer-Musik (1914)
- Wilhelm Berger: Streichtrio g op. 69 (1908)
- Max Reger: Streichtrio a op. 77b (1904); Streichtrio d op. 141b (1915)
- Hanns Eisler: Scherzo (1920), Präludium und Fuge über B-A-C-H op. 46 (1934)
- Theodor W. Adorno: Streichtrio in einem Satz (ca. 1920), 2. Streichtrio (1921/22)
- Matthijs Vermeulen: Streichtrio (1923)
- Artur Schnabel: Streichtrio (1925)
- Jean Cras: Streichtrio (1926)
- Anton Webern: Streichtrio op. 20 (1926/27)
- Jan van Gilse: Streichtrio (1927)
- Erich Itor Kahn: Leichte Nachtmusik (1927)
- Józef Koffler: Streichtrio op. 10 (1928)
- André Jolivet: Suite (1930)
- Ernest Moeran: Streichtrio G (1931)
- Boris Blacher: Streichtrio (1931)
- Paul Hindemith: Streichtrio op. 34 (1924); Streichtrio o.op. (1933)
- Jean Françaix: Streichtrio (1933)
- Nikos Skalkottas: Streichtrio Nr. 2 (1935)
- Heinrich Sthamer: Streichtrio op. 64 (1935)
- Allan Pettersson: Vier Improvisationen (1936)
- Peter Mieg: Streichtrio (1937), Streichtrio (1984)
- Ernst Toch: Streichtrio op. 63 (1936)
- Bohuslav Martinů: Streichtrio Nr. 1 H 136 (1923); Streichtrio Nr. 2 H 238 (1934)
- Albert Roussel: Streichtrio op. 58 (1937)
- Darius Milhaud: Sonatine à trios op. 221b (1940), Streichtrio op. 274 (1947)
- Gideon Klein: Streichtrio (Theresienstadt, 1944)
- Hans Krása: Passacaglia und Fuge (1944)
- Bernd Alois Zimmermann: Streichtrio (1944)
- László Lajtha: Sérénade op. 9 (1927); Streichtrio Nr. 2 op. 18 (1932); Streichtrio Nr. 3 op. 41 Soirs transsylvains (1945)
- Heitor Villa-Lobos: Streichtrio W 460 (1945)
- Arnold Schönberg: Streichtrio op. 45 (1946)
- Johann Nepomuk David: Streichtrio G (1931); Streichtrio op. 33, Nr. 1 Nicolo Amati in memoriam (1945); Streichtrio op. 33, Nr. 2 Antonio Stradivario in memoriam (1945); Streichtrio op. 33, Nr. 3 Giuseppe Guarneri del Gesù in memoriam (1948); Streichtrio op. 33, Nr. 4 Jacobo Stainer in memoriam (1948)
- Bertold Hummel: Streichtrio op. 1b (1948)
- Ernst Krenek: Streichtrio op. 118 (1948/49), Parvula Corona Musicalis op. 122 (1950), Streichtrio in 12 Stationen op. 237 (1985)
- Mieczyslaw Weinberg: Streichtrio op. 48 (1950)
- Wolfgang Fortner: Streichtrio (1952)
- Sándor Veress: Trio per archi (1954)
- Josef Schelb: Trio für Violine, Viola und Violoncello (1956)
- Giacinto Scelsi: Streichtrio (1958)
- Rudolf Escher: Trio à cordes (1959)
- Goffredo Petrassi: Trio (1959)
- Sylvano Bussotti: Phrase à trois (1959/60)
- Terry Riley: String Trio (1961)
- Ernstalbrecht Stiebler: Streichtrio Extension I (1962–63)
- Tison Street: Streichtrio (1963)
- Elisabeth Lutyens: String Trio op. 57 (1964)
- Helmut Lachenmann: Streichtrio (1965)
- Emmanuel Nunes: Degrés (1965)
- Charles Wuorinen: String Trio (1967–68)
- Jean-Pierre Guézec: Trio à cordes (1968)
- Edison Denisov: Streichtrio (1969)
- Hans-Joachim Hespos: zeitschnitte (1971)
- Walter Piston: 3 Counterpoints (1973)
- Yoshihisa Taïra: Dioptase (1973)
- Bertold Hummel: Adagio „in memoriam Benjamin Britten“ für Streichtrio op. 62a (1976)
- Ton-That Tiêt: Chu Ky I (1976), Et la rivière chante l'éternité (2000)
- Roman Haubenstock-Ramati: Streichtrio Nr. 1 "Ricercari" (1948/78); Streichtrio Nr. 2 (1985)
- Iannis Xenakis: Ikhoor (1978)
- Camillo Togni: Streichtrio (1978/80)
- Ivan Wyschnegradsky: Streichtrio op. 53 (1978–79)
- Adriana Hölszky: Innere Welten (1981)
- Wolfgang Fortner: Streichtrio Nr. 1 (1953); Streichtrio Nr. 2 (1983)
- Félix Ibarrondo: Phalène (1983)
- Salvatore Sciarrino: Codex purpureus (1983)
- Roman Haubenstock-Ramati: Streichtrio Ricercari (1948/78); Streichtrio (1985)
- Klaus K. Hübler: Erstes Streichtrio "Konzertparaphrase" (1980/84)
- Ernst Krenek: Streichtrio op. 118 (1949); Streichtrio op. 122 Parvula corona musicalis ad honorem J. S. Bach (1950); Streichtrio in 12 Stationen, op. 237 (1985)
- Reinhard Schwarz-Schilling: Streichtrio (1983); Studie über B-A-C-H (im Streichtrio-Satz, 1985)
- Alfred Schnittke: Streichtrio (1985)
- Michael Finnissy: String Trio (1986)
- Aribert Reimann: Streichtrio (1986/87)
- Günter Steinke: Streichtrio (1987/88)
- Sofia Gubaidulina: Streichtrio (1988)
- Klaus Huber: Des Dichters Pflug (1989)
- Robert Simpson: Streichtrio (1989)
- Edih Canat de Chizy: Hallel Streichtrio Nr. 1 (1991), Tiempo Streichtrio Nr. 2 (1999), Moving Streichtrio Nr. 3 (2001)
- Krzysztof Penderecki: Streichtrio (1991)
- Gottfried Michael Koenig: 60 Blätter (1992)
- Walter Zimmermann: Distentio (1992)
- Cornelius Schwehr: wer ihnen ihres nicht tanzt spottet der verabredeten bewegung (1992–93)
- Gerhard Stäbler: Abschiede. Kassandra-Studie (1992/93)
- Krzysztof Meyer: Streichtrio (1993)
- Daniel Schnyder: String Trio (1993)
- Mathias Spahlinger: presentimientos. variationen (1993)
- Carola Bauckholt: Streichtrio (1994)
- Michael Quell: Streichtrio – le son d´un monde secret et couvert – (1994)
- Christoph Staude: Streichtrio (1994)
- Georges Aperghis: Faux mouvement (1995)
- Francisco Guerrero: Zayin I (1983), Zayin II (1989), Zayin III (1989), Zayin V (1995), Zayin VIIb (1997)
- Brian Ferneyhough: String Trio (1995)
- Siegfried Matthus: „Windspiele“ für Violine, Viola und Violoncello (1995)
- Edu Haubensak: Streichtrio (1990/96)
- Dieter Schnebel: Lamah? (1996)
- Emilio Pomàrico: Nacht-Fragmente (1995/98)
- Karlheinz Essl jun.: à trois – seul (1998)
- Gérard Pesson: Fureur contre informe (pour un tombeau d'Anatole) (1998)
- Ernst Helmuth Flammer: Durée vécue vers l'Eternel (1999)
- Cecilie Ore: Non nunquam (1999)
- Wolfgang von Schweinitz: KLANG auf Schön Berg La Monte Young. Stimmübung im Lobgesang für Streichtrio mit live-elektronischer Ringmodulation ad libitum, op. 39 (1999)
- Pierluigi Billone: MANI.GIACOMETTI (2000)
- Georg Kröll: Wie Gebirg, das hochaufwogend... (2001)
- Albert Breier: Trio für Violine, Viola und Violoncello (2001)
- Ernest Sauter: Trio pour violon, alto et violoncelle (1999); Ballade pour violon, alto et violoncelle (2001); 3me Trio pour violon, alto et violoncelle (2007)
- Jonathan Harvey: String Trio (2004)
- Matthias Pintscher: Study II for Treatise on the Veil (2005)
- Liduino Pitombeira: Amadeus, Streichtrio op. 113 (2006)
- Friedrich Cerha: Neun Bagatellen (2008)
- Samy Moussa: Rondeau II (2009)
- Kaija Saariaho: Cloud Trio (2009)
- Ulrich Alexander Kreppein: Phantasiestücke I: Windinnres (2008/10)
- Mark Andre: ...zu... (2004), iv8 (2009/10)
- Albert Breier: Schattenwechsel für Violine, Viola und Violoncello (2010)
- Pascal Dusapin: Microgrammes (2010)
- Atac Sezer: Flow (2010)
- Fredrik Zeller: Der Paganini-Komplex (2010)
- Elliott Carter: String Trio (2011)
- Dai Fujikura: scion stems (2011)
- Julian Wagstaff: In Extremis (2011)
- John Zorn: All Hallow's Eve. Satanic Counterpoint for the Witches' Sabbath (2012)
- Nikolaus Brass: Morgenlob (1981/83), Zweites Streichtrio Glanz (2009), Drittes Streichtrio Zeichen, Zeichnungen – Drawings (2013)
- Anders Eliasson: Trio d´archi Ahnungen (2013)
- Tom Sora: Gruppenzwänge (2011); Zweites Streichtrio (2015)
- Judit Varga: Mosar (2017)
- Alejandro del Valle-Lattanzio: Streichtrio (2022)

## Werke für zwei Violinen und Violoncello
- Franz Joseph Haydn: Streichtrios Hob. V:1-21 (außer Hob. V:8)
- Wolfgang Amadeus Mozart: Ganz kleine Nachtmusik KV 648 (1766–1769)
- Wolfgang Amadeus Mozart: Trio B KV 266 (1777)
- Ludwig van Beethoven: Präludium und Fuge e-Moll, Hess 29 (1795)

## Werke für zwei Violinen und Viola
- Carl Ditters von Dittersdorf: 6 Sonaten op. 2, k212–217 (nicht datiert)
- Nicolas-Joseph Chartrain: 6 Trios concertants (Paris, 1785)
- Johann Gottlieb Naumann: 2 Trios g, B (nicht datiert)
- Antonín Dvořák: Terzetto C op. 74 (1887); Drobnosty [Miniaturen] op. 75a (1887)
- Robert Fuchs: 2 Terzette E, D op. 61 (1898); Terzett cis op. 107 (1923)
- Sergei Tanejew [Сергей Иванович Танеев]: Trio D op. 21 (1907); Trio Es-Dur op. 31 für Violine, Viola und Tenor-Viola (1910/11); zwei Sätze eines Streichtrios in h-Moll (1913 begonnen, 1948 herausgegeben)
- Ernst Toch: Serenade, op 25 (1916)
- Zoltán Kodály: Serenade op. 12 (1910–1920)
- Bohuslav Martinů: Serenade Nr. 2 h216 (1932)
- Rezső Sugár (1919–1988): Szerenád (1954)

## Ensembles
- Deutsches Streichtrio (1972)
- Gaede Trio (1983, 1991)
- Wiener Streichtrio (1972)
- TrioCoriolis (2003)